# Автоматически управляемое транспортное средство
Автоматически управляемое транспортное средство (англ. Automated (Automatic) Guided Vehicle (AGV), нем. Fahrerloses Transportfahrzeug (FTF)) — это мобильный робот, применяемый для перемещения грузов в производственном процессе или в складском хозяйстве. Устройство оснащается системой, позволяющей ему ориентироваться в пространстве. Также похожие роботы могут применяться в медицинских учреждениях для обслуживания больных с ограниченной подвижностью.
Первые роботизированные тележки (AGV) применялись на бакалейных складах и автомобильных сборочных конвейерах, затем они стали применяться и на контейнерных терминалах. Сначала они двигались или по специальным рельсам, или по направлениям, задаваемым лазерными лучами, или вдоль проложенных под поверхностью терминала индукционных кабелей. Затем появились роботизированные тележки с произвольными маршрутами, которые двигаются по сигналам центральной информационно-управляющей системы и командам комплекса вспомогательных бортовых систем. Наиболее широко применение такие тележки применяются в морских портах на крупнейших контейнерных терминалах Западной Европы.